# Ehrenfelser
L'ehrenfelser est un cépage de cuve allemand de raisins blancs.

## Origine et répartition géographique
Le cépage est une obtention d'Heinrich Birk dans l'institut Institut für Rebenzüchtung und Rebenveredlung der Hessischen Forschungsanstalt für Weinbau, Gartenbau, Getränketechnologie und Landespflege à Geisenheim. L'origine génétique est vérifiée et c'est un croisement des cépages riesling x sylvaner réalisé en 1929. Le cépage est autorisé dans de nombreux Länder en Allemagne ou il couvre 410 hectares.
Il est un peu cultivé en Australie, au Canada, en Grande-Bretagne et aux États-Unis.
Le nom du cépage est un hommage au château en ruine Ehrenfels près de Rüdesheim am Rhein.

## Caractères ampélographiques
- Extrémité du jeune rameau cotonneux, blanc à liseré carminé.
- Jeunes feuilles duveteuses, vert jaunâtre.
- Feuilles adultes, à 5 lobes avec des sinus latéraux assez profonds, un sinus pétiolaire en V fermé, des dents ogivales, moyennes.

## Aptitudes culturales
La maturité est de deuxième époque hâtive : 8 - 10 jours après le chasselas.

## Potentiel technologique
Les grappes sont petites à moyennes et les baies sont de taille moyenne. La grappe est conique, ailée et compacte.

## Synonymes
L'ehrenfelser est connu sous le nom de Gm 9-93.